# Lueddemannia
Lueddemannia är ett släkte av orkidéer. Lueddemannia ingår i familjen orkidéer.
Kladogram enligt Catalogue of Life:
| Lueddemannia | \| \| Lueddemannia dalessandroi \| \| \| \| \| \| Lueddemannia pescatorei \| \| \| \| \| \| Lueddemannia striata \| \| \| \| |
|              | \| \| Lueddemannia dalessandroi \| \| \| \| \| \| Lueddemannia pescatorei \| \| \| \| \| \| Lueddemannia striata \| \| \| \| |
|              | Lueddemannia dalessandroi |
|              | |
|              | Lueddemannia pescatorei |
|              | |
|              | Lueddemannia striata |
|              | |